# Pokémon Puzzle Challenge
Pokémon Puzzle Challenge (ポケモンでパネポン, Pokemon de Panepon) est un jeu vidéo de puzzle édité par la compagnie japonaise Nintendo pour sa console Game Boy Color. Il utilise les personnages de la licence Pokémon, plus particulièrement ceux des jeux Pokémon Or et Argent. Le jeu est sorti le 21 septembre 2000 au Japon.

## Système de jeu
Pokémon Puzzle Challenge est essentiellement une reprise du jeu Pokémon Puzzle League sur Nintendo 64, basé sur le concept de Panel de Pon (variante de Tetris),. Dans ce type de jeux, des blocs arrivent en continu sur l'écran du joueur et le but est de les faire disparaître (les « annuler ») en les imbriquant ou les combinant afin de ne jamais remplir l'écran.
Dans Pokémon Puzzle Challenge, il faut aligner au moins trois blocs de la même couleur pour les annuler, les blocs arrivent par le bas et le joueur manie un curseur pour intervertir deux blocs voisins de façon à les aligner selon leurs couleurs. Lorsque les blocs s'annulent, ceux situés au-dessus « tombent » dans l'espace vide et peuvent entraîner une réaction en chaîne,.

## Développement
Pokémon Puzzle Challenge est initialement annoncé en janvier 2000 par Peter Main, un employé de Nintendo, lors d'une émission internet sur la société, indiquant alors comme titre Pokémon Attack et une date de sortie prévue en avril et septembre. Le jeu est développé par Intelligent Systems et édité par Nintendo. Son nom change ensuite pour Pokémon Puzzle League, déjà utilisé pour un jeu similaire sur Nintendo 64, puis le nom définitif de Pokémon Puzzle Challenge est adopté,. Un écran de veille est également développé par Nintendo pour promouvoir le jeu. Le jeu sort le 21 septembre 2000 au Japon. Aux États-Unis et au Canada, Nintendo a un temps prévu de repousser la sortie de Pokémon Puzzle Challenge à l'année suivante, jugeant les jeux Pokémon Or et Argent suffisant pour satisfaire les joueurs, mais avec le report de Kirby Tilt 'n' Tumble en 2001 également, la compagnie sort finalement le jeu le 4 décembre 2000. En France, le jeu sort le 15 juin 2001.